# Пікти
Пікти (лат. Picti) — найдавніший із відомих народів, що в минулому населяли Шотландію.
За однією з версій, пікти мають кельтське походження, проте піктська гілка виділилася з кельтської родини дуже рано: імовірно, на початку I тисячоліття до н. е. Відповідно до іншої версії, поширеної серед частини британських дослідників, пікти походять від іберів. Відповідно до третьої, пікти — залишки давнього неіндоєвропейського населення Британських островів, які поселились там ще в добу неоліту і тільки частково потрапили під вплив кельтів.

## Етногенез
Назва пікти, можливо, має латинське походження і означає «розмальовані». Вона відображає звичай цього народу розмальовувати тіло малюнками та наносити татуювання. Термін пікти застосовують щодо населення Шотландії в період ІІІ — IX століття, коли пікти сформувались як один народ з розрізнених племен (мабуть, різного етнічного походження) та утворили Піктське королівство. Відповідно, до ІІІ століття виділяють «допіктський» період. Згідно з повідомленнями античних авторів, пікти сформувались або складались з таких племен: каледонії, вакомаги, тексалі, венікони, епідії, креони, карнонаки, керени, деканти, смерти, луги, корнавії. Деякі з цих племен, очевидно, мали кельтське походження, походження інших — не з'ясоване.
Мова піктів не збереглася. Невідомо жодної фрази піктською мовою. Збереглися тільки імена їхніх королів, написаних у тому числі писемністю огам. Імена королів — кельтські, але це не може бути однозначним доказом належності піктів до кельтів, адже королі піктів часто мали іноземне походження. Джексон вважає, що кельти, заселяючи Північ Британії, змішувались з місцевим неіндоєвропейським населенням, сприймаючи їхню мову, звичаї та назву племен. На думку Джексона, більшість племен піктів були неіндоєвропейцями під владою кельтських вождів. На користь неіндоєвропейського походження піктів є наявність численних топонімів незрозумілого походження та антропологічні відмінності піктів від кельтів (низький зріст тощо), звичаї, які ніколи не траплялися серед індоєвропейських народів: пережитки матріархату, поєднання поліандрії та полігамії з екзогенними шлюбами.
Найближчими до піктів народом (а можливо, одним із піктських племен) були круїтні чи крухьні (Cruthin, Cruithnig, Cruithni), які проживали на території Ірландії. Але невідомим лишається, чи слово круїтні було самоназвою цього народу — слово незрозумілого походження.
Пікти населяли територію Східної та Північної Шотландії, на північ від затоки Ферт-оф-Форт. Пікти постійно здійснювали набіги на Південь Британії; у 360-х роках дійшли до Лондона. Спочатку пікти були союзом племен, до VI століття сформувалися кілька державних утворень, пізніше об'єдналися в Королівство піктів. У VI столітті піктів навернув до християнства ірландський місіонер Колумба. Розквіт держави піктів припав на VIII століття, після того, як піктам вдалося зупинити просування англів на північ (битва при Нехтані 685 року), а пізніше дати відсіч натиску скотів із заходу.
Найдавніша назва країни піктів — Каледонія. Слово незрозумілого походження. Одні дослідники пробують довести кельтське походження цього слова і виводять з ірландської або з бритської (кимри) мови, розшифровуючи як «земля за огорожею з лісу», інші вважають його давнім, неіндоєвропейським.

## Звичаї та історія
Особливістю піктського державного устрою була передача трону не за чоловічою, а за жіночою лінією. Внаслідок цього в різні періоди королями піктів були представники королівських династій ґельської Дал Ріади, бритської Стратклайду, англської Нортумбрії крові, нащадки піктських принцес. Згідно з ірландськими історичними переказами, чимало королів Ірландії мали або піктське походження, або були споріднені з піктськими королями чи вождями. 843 року королем піктів став король Королівства скотів — Дал-Ріади Кеннет I. Йому вдалося об'єднати держави піктів і скотів у Шотландському королівстві. Поступово ґельська мова скотів витіснила піктську (про генетичну належність якої тривають суперечки), а незабаром внаслідок знищення та асиміляції пікти припинили своє існування як окремий народ. Деякі середньовічні джерела повідомляють про повне винищення піктів кельтськими племенами скотів (ірландського походження) у 839 році. Так чи інакше, учені вважають, що королівство піктів і пікти як окремий народ зникли з історичної арени 850 року.
До прийняття християнства пікти сповідували язичництво, про яке нічого достометно невідомо (на відміну від язичницьких релігій інших народів Британських островів). Як зазначають дослідники, пікти були особливим народом щодо релігії, їх вірування настільки відрізнялися від вірувань сусідніх народів, що їх неможливо було пристосувати до звичаїв християнського культу. Адомнан у творі «Житіє Колумби» згадує про касту волхвів (жерців) у піктів, про піктських богів, які були переважно пов'язані з долею людини, а не з силами природи. Усі сліди піктського язичництва зникли після прийняття християнства. Зразки піктського мистецтва, наповнені абсолютно незрозумілими сюжетами і образами, не дають можливості прояснити їх міфологію та релігійні звичаї.
Античні автори згадують про звичаї поліандрії, полігамії та екзогамних шлюбів у піктів, але у ранніх християнських авторів, таких як Беда або Адомнан (Адамнан), ми не надибуємо згадок про такі шлюбні звичаї піктів, до яких церква, звісно, ставилась би нетерпимо, проте у піктів були сильно виражені пережитки матріархату у звичаях, і жінки самі обирали собі чоловіків — інколи декількох.
У валлійській літературі піктів згадано під словом Pryden, а Британський острів — Prydain. Отже, назви Британія, брити первісно могли стосуватися піктів і лише згодом перейти на весь острів та його жителів.

## Піктське мистецтво
Від піктів лишилися численні витвори мистецтва: петрогліфи, тесані кам'яні плити із зображеннями, скульптури. Більшість з цих витворів мистецтва наповнені абстрактними символами, про зміст яких ми можемо тільки здогадуватись. Часто символ зображали поруч з зображенням тварини, яка теж була символом. Більшість витворів глибоко оригінальні і не мають аналогів у сусідніх народів, у деяких витворах піктського мистецтва простежуються кельтські впливи. Ця тенденція посилилась після прийняття піктами християнства.

## Пікти в літературі
Образ піктів наявний і в художніх творах. Так, у Р. Кіплінга є поема «Пісня піктів». Р. Л. Стівенсон написав широко відомий твір «Вересовий трунок», де описав винищення піктів королем скотів.